# Aldersro Bryggeri
Aldersro Bryggeri blev grundlagt 1860 af George Owen efter planer af faderen, fabrikant Joseph Owen, på ejendommen Aldersro i krydset mellem Jagtvej og Lyngbyvej. Bryggeriet var forfulgt af flere uheld, bl.a. sammenstyrtning af lagerkældrene. Selskabet blev opløst i 1869, hvorefter bryggeriet blev overtaget af firmaet Joseph Owen & Sønner ved George Owen. I 1874 døde George, og broderen Frederick Owen tog over indtil 1884, hvor det indgik i Marstrands Bryggerier.
George Owen havde i 1856 købt et betydeligt jordareal på hjørnet af Jagtvej og Lyngbyvej skråt over for Store Vibenshus. Her blev der anlagt et stort teglværk, og da Owen vurderede, at der her var gode betingelser for ved siden af det at oprette et bayersk øl-bryggeri udstedte firmaet Joseph Owen & Sønner den 29. november 1859 en indbydelse til tegning af 260.000 Rdl. i 1300 aktier à 200 Rdl., og den 4. januar 1860 konstitueredes selskabet.
Der var dog kun tegnet 200.000 Rdl., men deraf lod man sig ikke standse. Man håbede på den samme gode lykke for det nye selskab, som Fredens Mølles fabrikker havde haft. Den ordning, som dette havde, blev væsentlig kopieret, idet dog Joseph Owen & Sønner, der tog sin store risiko i foretagendet, men også sin væsentlige del af udbyttet, blev gjort til selskabets direktion.
Det var oprindelig anlagt på kun at brygge bayersk øl, men da det ikke kunne trænge igennem på markedet med dette, anlagde det i 1865 også et hvidtølsbryggeri, uden at det dog forbedrede situationen synderligt. Det solgte af bayersk øl i 1862 7789 tønder, i 1863 8745 tdr., i 1864 8732 tdr., i 1865 8754 tdr., i 1866 9123 tdr., men i 1867 kun 6675 tdr., hvortil dog endnu kom 7886 tdr. hvidtøl, men det årlige udbytte der fra 1862 til 1865 havde været 6 procent, blev for 1866 kun 2 procent og året 1867 gav en betydelig underbalance. Så blev resultatet, at en generalforsamling den 21. december 1868 vedtog et fra Joseph Owen & Sønner fremkommet tilbud om at overtage bryggeriet for 174.867 Rdl. og 1 mark. Heraf blev 90.000 Rdl. forrentet med 5 procent, udbetaltes med 1/20 i hver termin og tilfaldt aktionærerne. Den 18. september 1869 blev bryggeriet således opløst, men kæmpede videre under først George og siden Frederick Owens ledelse.
I 1884 blev Aldersro Bryggeri opkøbt af Troels Marstrand, fra bryggeriet på Vodroffsvej, og Aktieselskabet Marstrands Bryggerier blev stiftet. I 1891 indgik dette i De forenede Bryggerier.
Bryggeriet blev nedlagt som bryggeri i december 1900 og solgt til byggegrunde i 1902. En af bygningerne, Jagtvej 169 fra 1870, blev senere overtaget af Lichtingers Cigarillosfabrik og findes endnu. Helt frem til 1970 rullede man cigaretter i huset, der fra midten af 1970'erne blev overtaget af Det Bedste.
21.november 2016 kl. 10, rives den flotte ældre tyrkisblågrønne bygning med "Aldersro" ned af store gravkøer. Bygningen var ofte overmalet med graffiti og ejeren så ud til ikke at kunne udleje bygningens stueetage til butikker. Bygningen blev delvist overtaget af junkier og stofmisbrugere og derfor blev det besluttet at rive den ned (om der foreligger yderligere grunde vides ikke) men bygningen stod halvtom i noget tid.